# Zespół Fregolego
Zespół Fregolego – rzadkie zaburzenie urojeniowe, polegające na przekonaniu chorego, że różne osoby, które spotyka to w rzeczywistości jedna i ta sama osoba zmieniająca swój wizerunek. Nierzadko współwystępuje z innymi typami urojeń, jak np. urojenia prześladowcze.
Nazwa schorzenia wywodzi się od nazwiska włoskiego aktora Leopoldo Fregolego, słynącego z nadzwyczajnych umiejętności zmieniania wizerunku.
Zaburzenie to zostało opisane po raz pierwszy w 1927 przez P. Courbona i G. Faila.  Opisali przypadek 27-letniej kobiety, która utrzymywała, że jest prześladowana przez dwóch mężczyzn, przybierających postaci różnych ludzi, których spotyka.